# Edgecombe County
Edgecombe County är ett administrativt område i delstaten North Carolina, USA, med 56 552 invånare. Den administrativa huvudorten (county seat) är Tarboro.

## Geografi
Enligt United States Census Bureau har countyt en total area på 1 313 km². 1 308 km² av den arean är land och 5 km² är vatten.

### Angränsande countyn
- Halifax County - nordost
- Martin County - öster
- Pitt County - sydost
- Wilson County - sydväst
- Nash County - nordväst